# Sebastian Steblecki
Sebastian Steblecki (ur. 16 stycznia 1992 w Krakowie) – polski piłkarz występujący na pozycji pomocnika.

## Życiorys
Syn Romana Stebleckiego, hokeisty Cracovii oraz reprezentanta Polski.

### Kariera klubowa
Wychowanek Armatury Kraków i Cracovii.
W latach 2011–2014 reprezentował barwy Cracovii. 1 września 2014 podpisał kontrakt z holenderskim klubem SC Cambuur, kwota odstępnego 50 tys. euro. 6 stycznia 2016 przeszedł na pół roku do 14-krotnego mistrza Polski Górnika Zabrze, bez odstępnego. 1 lipca 2016 podpisał kontrakt z Cracovią, kwota odstępnego 30 tys. euro. W 2018 był zawodnikiem Chojniczanki Chojnice. 
9 lipca 2018 podpisał kontrakt z polskim klubem GKS Tychy, umowa do 31 lipca 2020 (przedłużona do 30 czerwca 2022 z opcją na kolejny rok); bez odstępnego. 

### Kariera reprezentacyjna
W 2013 reprezentant Polski w kategorii U-21. W reprezentacji Polski U-21 zadebiutował 6 września 2013 na stadionie Swedbank Stadion (Malmö, Szwecja) w przegranym 1:3 meczu podczas eliminacji do Mistrzostw Europy U-21 (2015) z reprezentacją Szwecji.  

## Statystyki

### Klubowe
Stan na 3 grudnia 2021
| Klub                  | Sezon              | Liga               | Liga  | Liga   | Puchar kraju | Puchar kraju | Europa | Europa | Suma  | Suma   |
| Klub                  | Sezon              | Liga               | Mecze | Bramki | Mecze        | Bramki       | Mecze  | Bramki | Mecze | Bramki |
| --------------------- | ------------------ | ------------------ | ----- | ------ | ------------ | ------------ | ------ | ------ | ----- | ------ |
| Cracovia              | 2011/2012          | Ekstraklasa        | 7     | 1      | 1            | 0            | –      | –      | 8     | 1      |
| Cracovia              | 2012/2013          | I liga             | 26    | 0      | 2            | 0            | –      | –      | 28    | 0      |
| Cracovia              | 2013/2014          | Ekstraklasa        | 31    | 1      | 0            | 0            | –      | –      | 31    | 1      |
| Cracovia              | 2014/2015          | Ekstraklasa        | 5     | 0      | 0            | 0            | –      | –      | 5     | 0      |
| Cracovia              | Ogólnie            | Ogólnie            | 69    | 2      | 3            | 0            | 0      | 0      | 72    | 2      |
| SC Cambuur            | 2014/2015          | Eredivisie         | 11    | 2      | 3            | 2            | –      | –      | 14    | 4      |
| SC Cambuur            | 2015/2016          | Eredivisie         | 2     | 0      | –            | –            | –      | –      | 2     | 0      |
| SC Cambuur            | Ogólnie            | Ogólnie            | 13    | 2      | 3            | 2            | 0      | 0      | 16    | 4      |
| Górnik Zabrze         | 2015/2016          | Ekstraklasa        | 13    | 2      | 0            | 0            | –      | –      | 13    | 2      |
| Górnik Zabrze         | Ogólnie            | Ogólnie            | 13    | 2      | 0            | 0            | 0      | 0      | 13    | 2      |
| Górnik II Zabrze      | 2015/2016          | III liga           | 2     | 0      | –            | –            | –      | –      | 2     | 0      |
| Górnik II Zabrze      | Ogólnie            | Ogólnie            | 2     | 0      | 0            | 0            | 0      | 0      | 2     | 0      |
| Cracovia              | 2016/2017          | Ekstraklasa        | 26    | 3      | 1            | 0            | 1      | 0      | 28    | 3      |
| Cracovia              | 2017/2018          | Ekstraklasa        | 2     | 0      | 0            | 0            | –      | –      | 2     | 0      |
| Cracovia              | Ogólnie            | Ogólnie            | 28    | 3      | 1            | 0            | 1      | 0      | 30    | 3      |
| Chojniczanka Chojnice | 2017/2018          | I liga             | 13    | 0      | 0            | 0            | –      | –      | 13    | 0      |
| Chojniczanka Chojnice | Ogólnie            | Ogólnie            | 13    | 0      | 0            | 0            | 0      | 0      | 13    | 0      |
| GKS Tychy             | 2018/2019          | I liga             | 32    | 1      | 1            | 0            | –      | –      | 33    | 1      |
| GKS Tychy             | 2019/2020          | I liga             | 33    | 2      | 4            | 0            | –      | –      | 37    | 2      |
| GKS Tychy             | 2020/2021          | I liga             | 34    | 4      | 1            | 0            | –      | –      | 35    | 4      |
| GKS Tychy             | 2021/2022          | I liga             | 17    | 1      | 2            | 0            | –      | –      | 19    | 1      |
| GKS Tychy             | Ogólnie            | Ogólnie            | 116   | 5      | 8            | 0            | 0      | 0      | 124   | 8      |
| Ogólnie w karierze    | Ogólnie w karierze | Ogólnie w karierze | 254   | 17     | 15           | 2            | 1      | 0      | 270   | 14     |

### Reprezentacyjne
Stan na 9 stycznia 2022
| Reprezentacja | Rok     | Mecze | Bramki |
| ------------- | ------- | ----- | ------ |
| Polska U-21   |         |       |        |
| 2013          | 3       | 0     |        |
| Ogólnie       | Ogólnie | 3     | 0      |

| Mecze i gole w reprezentacji | Mecze i gole w reprezentacji | Mecze i gole w reprezentacji | Mecze i gole w reprezentacji | Mecze i gole w reprezentacji | Mecze i gole w reprezentacji | Mecze i gole w reprezentacji | Mecze i gole w reprezentacji |
| Polska U-21                  | Polska U-21                  | Polska U-21                  | Polska U-21                  | Polska U-21                  | Polska U-21                  | Polska U-21                  | Polska U-21                  |
| Lp.                          | Data                         | Miasto                       | Przeciwnik                   | Gol                          | Wynik                        | Rozgrywki                    |                              |
| ---------------------------- | ---------------------------- | ---------------------------- | ---------------------------- | ---------------------------- | ---------------------------- | ---------------------------- | ---------------------------- |
| 1.                           | 6 września 2013              | Malmö                        | Szwecja U-21                 |                              | 1:3                          | elim. EURO U-21 2015         |                              |
| 2.                           | 10 września 2013             | Melgaço                      | Portugalia U-21              |                              | 1:6                          | towarzyski                   |                              |
| 3.                           | 6 września 2013              | Kraków                       | Szwecja U-21                 |                              | 2:0                          | elim. EURO U-21 2015         |                              |

## Sukcesy

### Klubowe
Cracovia
- Zdobywca drugiego miejsca w I lidze: 2012/2013

GKS Tychy
- Ćwierćfinalista w Pucharze Polski: 2019/2020